# Résolution 9 du Conseil de sécurité des Nations unies
Membres permanents
- Chine
- États-Unis
- France
- Royaume-Uni
- URSS

Membres non permanents
- Australie
- Brésil
- Égypte
- Mexique
- Pays-Bas
- Pologne

Résolution no 8 Résolution no 10
La résolution 9 est une résolution du Conseil de sécurité de l'ONU qui a été votée le 15 octobre 1946 et qui précise les conditions dans lesquelles les pays qui ne sont pas parties à cette juridiction peuvent avoir accès à la Cour internationale de justice.
En particulier, l'État qui fait appel à cette cour doit déclarer qu'il accepte cette juridiction, que ce soit d'une manière exhaustive ou seulement sur des affaires ponctuelles.

## Texte
- Résolution 9 sur fr.wikisource.org
- Résolution 9 sur en.wikisource.org

### Source bibliographique
- M. Albaret, E. Decaux, N. Lemay-Hébert et D. Placidi-Frot, Les grandes résolutions du Conseil de sécurité des Nations-Unies, Dalloz, coll. « Grands arrêts », 2002 (ISBN 978 2 247 12499 2), p. 1-9,  commentaire n°1.